# 花江戸住
花 江戸住（はなの えどずみ、生年不明 - 文化2年（1805年）6月）とは江戸時代の狂歌師。

## 略歴
姓は山口、通称は政吉。万亀亭、霞谷蔭と号した。江戸の京橋の南に住んでいた。山手連に属しており、寛政7年（1795年）に鹿都部真顔らとともに狂歌本『歳旦狂歌江戸紫』の撰者となった。